# Caíco
Aírton Graciliano dos Santos (Porto Alegre, 15 mei 1974), ook wel kortweg Caíco genoemd, is een voormalig Braziliaans voetballer.